# Synaphea macrophylla
Synaphea macrophylla är en tvåhjärtbladig växtart som beskrevs av Alexander Segger George. Synaphea macrophylla ingår i släktet Synaphea och familjen Proteaceae. Inga underarter finns listade i Catalogue of Life.